# Montenegros damlandslag i volleyboll
Montenegros damlandslag i volleyboll representerar Montenegro i volleyboll på damsidan. Laget har vunnit spelen för små stater i Europa två gånger och deltagit i  European Volleyball League två gånger. De har även deltagit i kval till EM flera gånger sedan 2009, men utan att lyckas kvalificera sig.

### Fotnoter
1. 1 2 3 4 5 6 7 8  ”CEV:s databas”. https://www-old.cev.eu/Competition-Area/CompetitionTeamDetails.aspx?TeamID=11851.
2. ↑  ”Games of the Small States of Europe Information” (på engelska). Confédération Européenne de Volleyball. https://www-old.cev.eu/MultiSportEvent-Area/GSSE.aspx. Läst 18 mars 2023.
3. ↑  ”2016 CEV Volleyball European League - Women” (på engelska). Confédération Européenne de Volleyball. https://www-old.cev.eu/Competition-Area/competition.aspx?ID=940&PID=-2. Läst 21 mars 2023.
4. ↑  ”2017 CEV Volleyball European League - Women” (på engelska). Confédération Européenne de Volleyball. https://www-old.cev.eu/Competition-Area/competition.aspx?ID=989&PID=-2. Läst 24 juni 2024.
5. ↑  ”CEV Volleyball European Silver League 2023  -  Women” (på engelska). Confédération Européenne de Volleyball. https://www-old.cev.eu/Competition-Area/competition.aspx?ID=1477&PID=-2. Läst 14 juli 2023.
6. ↑  ”CEV Volleyball European Silver League 2024  -  Women” (på engelska). Confédération Européenne de Volleyball. https://www.cev.eu/national-team/european-leagues/european-silver-league/women/2024/. Läst 20 juni 2024.
7. ↑  ”Montenegro” (på engelska). CEV. https://www-old.cev.eu/Competition-Area/CompetitionTeamDetails.aspx?TeamID=8637. Läst 18 mars 2023.